# Reggie Watts
Reginald Lucien Frank Roger Watts (Stuttgart, 23 de marzo de 1972) es un comediante, actor y músico estadounidense nacido en Alemania. Sus improvisados sets musicales son creados usando solamente su voz, un teclado y una máquina de bucles. Watts se refiere a sí mismo como un "desinformista" que pretende desorientar a su público. Ha aparecido en la serie de televisión del canal IFC Comedy Bang! Bang! y actualmente lidera la banda que ameniza el programa The Late Late Show with James Corden. También se ha desempeñado como actor de voz en producciones animadas, recientemente aportando la voz de Carl en el largometraje Duck Duck Goose y de Pastry Pete en la serie de Netflix Tuca & Bertie.

## Filmografía

### Cine
- Steel of Fire Warriors 2010 A.D. (2008)
- The Yes Men Fix the World (2009) como él mismo
- Reggie Watts Does London (2009)
- Why Shit So Crazy? (2010) como él mismo
- Conan O'Brien Can't Stop (2011) como él mismo
- Tell Your Friends! The Concert Film (2012) como él mismo
- Shut Up and Play the Hits (2012) como él mismo
- A Live at Central Park (2012) como él mismo
- Transition (2013) como él mismo
- Pitch Perfect 2 (2015)
- Creative Control (2015)  como él mismo
- My Entire High School Sinking Into the Sea (2016) como Assaf
- Spatial (2016)  como él mismo
- Keep In Touch (2016) como Harry Clark
- Duck Duck Goose (2018) como Carl

### Televisión
- Scott Batemen Presents Scott Batemen Presents (2007) como él mismo
- Saving Steve Agee (2007) como él mismo
- Superjail! (2008)
- Late Night with Jimmy Fallon (2009) como él mismo
- Made Here (2009) como él mismo
- The Ha!ifax Comedy Fest (2009) como él mismo
- The Venture Bros. (2009) como el repartidor
- The Electric Company (2009–2011) como el músico
- The Tonight Show with Conan O'Brien (2010)  como él mismo
- Good News Week (2010)  como él mismo
- Conan O'Brien Can't Stop (2011)
- Cracker Night (2011) como él mismo
- Mash Up (2011)
- Talk Stoop (2011) como él mismo
- Funny As Hell (2011) como él mismo
- Doctor Who: The Best-of Specials (2011)
- The Green Room with Paul Provenza (2011) como él mismo
- Delocated (2012) como él mismo
- Russell Howard's Good News (2012) como él mismo
- The Top 100 Video Games of All Time (2012) como él mismo
- 7 Minutes in Heaven (2012) como él mismo
- Stand Down: True Tales from Stand-Up Comedy (2012) como él mismo
- Mash Up (2012) como él mismo
- The Secret Policeman's Ball (2012) como él mismo
- Totally Biased with W. Kamau Bell (2013) como él mismo
- Jimmy Kimmel Live! (2013)
- Reggie Makes Music (2013)
- America's Next Top Model (2013) como él mismo
- Comedy Bang! Bang! (2012–2016) como él mismo
- Inside Amy Schumer (2014)
- The Late Late Show with James Corden (2015–presente) como él mismo
- Tuca & Bertie (2019) como Pastry Pete